# 乌坦布尔
乌坦布尔（Udhampur），是印度查谟和克什米尔乌坦布尔县的一个城镇。总人口59236（2001年）。

## 人口
该地2001年总人口59236人，其中男性38506人，女性20730人；0—6岁人口5827人，其中男3161人，女2666人；识字率84.03%，其中男性为88.79%，女性为75.19%。